# Barbara Gratton
Barbara Gratton ist eine ehemalige kanadische Eiskunstläuferin, die im Einzellauf startete. 
Gratton wurde in den Jahren 1953 bis 1954 kanadische Meisterin. Ihre einzige Weltmeisterschaft bestritt sie 1954. Sie belegte den vierten Platz. 

## Ergebnisse
| Wettbewerb / Jahr          | 1953 | 1954 |
| -------------------------- | ---- | ---- |
| Weltmeisterschaften        |      | 4.   |
| Kanadische Meisterschaften | 1.   | 1.   |

| Personendaten    | Personendaten               |
| ---------------- | --------------------------- |
| NAME             | Gratton, Barbara            |
| KURZBESCHREIBUNG | kanadische Eiskunstläuferin |
| GEBURTSDATUM     | 20. Jahrhundert             |